# Fat Guy Stuck in Internet
A Fat Guy Stuck in Internet (magyarul: Kövér fickó az interneten ragadt) amerikai televíziós sorozat, amelyet  John Gemberling és Curtis Gwinn készítettek az Adult Swim számára. A sorozat úgy indult, hogy a főhős az interneten szörföl, amikor egyszer azon kapja magát, hogy a számítógépe szó szerint beszívta a világhálóra. Talált magának két segítőt/barátot is, akikkel együtt legyőzi a gonosz vírust. A műsor egy évadot élt meg tíz epizóddal. Minden epizód 11 perces. Hivatalosan 2008. június 22-től 2008. augusztus 17-ig ment, de a pilótaepizódot korábban mutatták be, 2007-ben. A második epizód „sneak peek”-jére 2008. április 1-jén került sor.

## Szereplők
- Gemberling (John Gemberling) A sorozat főhőse, az interneten belül kapott nevén „Kövér fickó az interneten ragadt”. A valós életben képzett, de hanyag programozó, Gemberling valójában megjósolta, hogy megváltója lesz az internetnek, és a feladata az lesz, hogy megvédje a gonosztól a kibervilágot.
- Chains (Curtis Gwinn)
- Byte (Liz Cackowski)
- Bit (Neil Casey)
- The C.E.O. (John Gemberling)